# Leoluca Bagarella
Leoluca Biagio „Don Luchino“ Bagarella (* 3. Februar 1942 in Corleone) ist ein Mitglied der sizilianischen Cosa Nostra und Angehöriger der „Corleonesi“. Als Vertrauter und Schwager von Salvatore „Totò“ Riina wurde Bagarella nach Riinas Verhaftung im Jahr 1993 dessen Stellvertreter und übernahm das Kommando über den militärischen Flügel der Cosa Nostra. Sein Name stand bis zu seiner Verhaftung vom 24. Juni 1995 mehrere Jahre auf der Interpol-Fahndungsliste der weltweit gefährlichsten Verbrecher.

## Kriminelle Laufbahn

### Frühe Jahre
Leoluca Biagio Bagarella wurde am 3. Februar 1942 als Sohn von Salvatore und Lucia Mondello in Corleone geboren. In den späten 1950er-Jahren schloss sich Leoluca, wie auch sein älterer Bruder Calogero Bagarella, der Gruppierung des aufstrebenden Luciano „Lucianeddu“ Liggio an, der gemeinsam mit Salvatore „Totò“ Riina und Bernardo „Zu Binnu“ Provenzano systematisch seinen eigenen Boss Michele Navarra und dessen Gefolgsleute ermordete.
Im Jahr 1966 wurde Leoluca Riinas Schwager, da dieser seine Schwester Antonietta „Ninetta“ Bagarella heiratete. Während dieser Zeit stand er unter Riinas Befehlsgewalt, da dieser von Liggio während seiner Inhaftierung von 1964 bis 1969 zum stellvertretenden Boss ernannt und im Jahr 1974, nach seiner zweiten Inhaftierung, zum offiziellen Oberhaupt der „Corleonesi“ ernannt wurde.

### Killer für die Mafia
Auf Anordnung von Riina und dessen „rechter Hand“ Provenzano ermordete Bagarella gemeinsam mit Giovanni „u verru“ Brusca, Mitglied des San-Giuseppe-Jato-Clans, sowie Giuseppe „Pino“ Greco und Vincenzo Puccio, Mitglieder des Ciaculli-Clans, am 20. August 1977 einen Oberstleutnant der Carabinieri namens Giuseppe Russo und eine weitere Person in dem Weiler Ficuzza nahe Corleone.
Giuseppe „la tigre“ Di Cristina – Boss des Caltanissetta-Clans – missbilligte die Ermordung Russos, die ohnehin nicht von der sizilianischen Mafia-Kommission genehmigt worden war und unnötig Aufmerksamkeit seitens Strafverfolgungsbehörden erregte. Somit wurde Di Cristina selbst zum Ziel der Corleonesi und überlebte am 21. November 1977 nur knapp eine Schießerei. Am 30. Mai 1978 wurde er jedoch von den Corleonesi in Palermo erschossen. Bagarella, der an der Tötung beteiligt war, wurde dabei selbst durch eine Schusswunde verletzt.
Am 26. Januar 1979 wurde der für die Tageszeitung „Giornale di Sicilia“ tätige Kriminalreporter Mario Francese vor seinem Haus in Palermo von Bagarella erschossen. Seiner Ermordung war seine Untersuchung der Verbindungen zwischen den Corleonesi, Politikern und Geschäftspartnern im Zusammenhang mit öffentlichen Aufträgen vorausgegangen.
Bagarella erschoss am 21. Juli 1979 in einer Bar in Palermo Boris Giuliano, Leiter einer mobilen Kriminalpolizeieinheit. Die Observation durch dessen Einheit führte dazu, dass Bagarella kurzerhand aus seinem Versteck fliehen musste und diverse Beweise sichergestellt werden konnten. Ein Großteil der sichergestellten Dokumente verschwand nach Giulianos Tod spurlos.
Etwa sechs Monate nach Giulianos Ermordung konnte Bagarella in Palermo an einem Kontrollpunkt der Carabinieri festgenommen werden. Nach 10 Jahren Gefängnishaft wurde er im Dezember des Jahres 1990, nach gerichtlichen Auseinandersetzungen, aus der Haft entlassen.
Im Juli des Jahres 1992 war Bagarella neben Giovanni Brusca, Giuseppe La Barbera, Antonino Gioè, Francesco Messina Denaroan und Gioacchino Calabrò an der Ermordung des in Ungnade gefallenen Mafiosos Vincenzo Milazzo und dessen schwangerer Partnerin Antonella Bonomo beteiligt.
Kurze Zeit später, am 14. September 1992, versuchte Bagarella gemeinsam mit Matteo Messina „u siccu“ Denaro und Giuseppe Graviano den Polizeikommissar Rino Germanà zu ermorden.

### An der Spitze der Cosa Nostra
Aufgrund des erhöhten Fahndungsdrucks durch die von Salvatore Riina im Jahr 1992 in Auftrag gegebene Ermordung der „Mafia-Jäger“ Giovanni Falcone und Paolo Borsellino konnte Riina am 15. Januar 1993 nach 24 Jahren auf der Flucht in seiner Villa in Palermo verhaftet werden. Bagarella fungierte fortan als dessen Stellvertreter.
Nach Riinas Inhaftierung kam es zu einer Spaltung der Corleonesi. Bagarella übernahm das Kommando über den militärischen Flügel der Cosa Nostra, welcher im Sinne Riinas für eine Fortsetzung der bisherigen „Massaker-Strategie“ war und sich aus Giovanni Brusca, Matteo Messina Denaro und Giuseppe Graviano zusammensetzte. Die moderatere Fraktion unter Führung von Bernardo Provenzano, der Antonino Nino Giuffrè, Pietro Aglieri, Benedetto Spera, Raffaele Ganci, Salvatore Cancemi und Michelangelo La Barbera angehörten, sprach sich gegen die Strategie der Angriffe aus. Schließlich setzte sich Bagarellas Fraktion gegen jene von Provenzano durch, mit der Einigung, dass die Angriffe ausschließlich außerhalb Siziliens stattfanden. Es folgte eine Reihe von Anschlägen durch die Corleonesi auf Touristenattraktionen des italienischen Festlandes:
- Das gegen den Journalisten Maurizio Costanzo gerichtete Attentat auf der Via Ruggiero Fauro in Rom am 14. Mai 1993.[14]
- Der Bombenanschlag auf die Uffizien in Florenz, bei dem am 27. Mai 1993 fünf Menschen ihr Leben verloren haben.[15]
- Das Massaker an der Via Palestro in Mailand, bei dem am 27. Juli 1993 ebenfalls fünf Menschen starben.[16]
- Ein weiterer Anschlag scheiterte am 16. Oktober 1993, als der Zündmechanismus einer Bombe, die nach einem Fußballspiel zwischen Lazio Rom und Udinese Calcio vor dem Olympiastadion Rom explodieren sollte, versagte.[14]

### Verhaftung und Verurteilungen
Bagarella lebte unbemerkt im Zentrum von Palermo in vier verschiedenen Wohnungen, bis er am 24. Juni 1995 festgenommen wurde, nachdem er vier Jahre lang flüchtig gewesen war. 
Insgesamt erhielt Bagarella 13 lebenslange Haftstrafen plus 106 Jahre und zehn Monate sowie eine Freiheitsstrafe von sechs Jahren.
Sein Strafmaß beinhaltete die Verurteilung für eine Vielzahl an Morden – an dem Polizeibeamten Boris Giuliano, dem Kriminalreporter Mario Francese, dem Oberstleutnant Giuseppe Russo, dem „Mafia-Jäger“ Giovanni Falcone, dem Polizeibeamten Antonino Burrafato, an Enzo Salvatore Caravà im April 1976 und des Doppelmordes an dem Landhirten Simone Lo Manto und Raimondo Mulè im Jahr 1977.
Ebenso wurde er verurteilt für die Beteiligung an der Ermordung des Sohnes des Mafiosos Santino Di Matteo, Giuseppe, der am 23. November 1993 im Alter von 12 Jahren auf Anordnung von Bagarella und Giovanni Brusca entführt wurde, bevor er am 11. Januar 1996 nach 25 Monaten Gefangenschaft auf Bruscas Anordnung erdrosselt und anschließend in Säure aufgelöst wurde. 
Der Entführung und Ermordung war der Verrat durch dessen Vater vorausgegangen, da dieser sich nach seiner Verhaftung am 4. Juni 1993 wegen der Beteiligung an der Ermordung von Giovanni Falcone als Regierungszeuge zur Verfügung stellte.
Im Zuge eines Transportes zu einer geplanten Vernehmung griff Bagarella am 16. Januar 2020 im Gefängnis von Bancali in Sassari mit einem gezielten Biss einen Mitarbeiter der Gefängnispolizei an.

## Trivia
Leoluca ist der jüngere Bruder von Calogero Bagarella, der ebenso Mitglied der „Corleonesi“ war und am 10. Dezember 1969 bei dem Massaker von Viale Lazio von dem Mafioso Michele Cavataio erschossen wurde.
Im Sommer des Jahres 1991 heiratete Bagarella seine Geliebte Vincenzina Marchese, die jedoch aufgrund eines depressiven Zustands am 12. Mai 1995 Selbstmord beging.
Bagarellas Nachfolger an der Spitze der sizilianischen Cosa Nostra war Bernardo Provenzano, der die Cosa Nostra bis zu seiner Verhaftung im Jahr 2006 mit einem moderaten Führungsstil weitgehendst zurück in die Anonymität führte und sie nach Kräften konsolidierte, sowie dezentralisierte.

## Adaptionen
- In der letzten Episode der Fernseh-Miniserie Il capo dei capi aus dem Jahr 2007 wird Bagarella von Francesco Scianna gespielt.
- In dem Film Die Mafia mordet nur im Sommer aus dem Jahr 2013 wird Bagarella durch Domenico Centamore verkörpert.
- Dargestellt durch Fabio Costanzo ist Bagarella Bestandteil der Fernsehserie Die Mafia mordet nur im Sommer (2016–2018).
- Die erste Staffel der Fernsehserie The Hunter aus dem Jahr 2019 zeigt einige Facetten von Bagarellas Leben seit den frühen 1990er-Jahren bis zu seiner Verhaftung. Gespielt wird er in der Serie von David Coco.